# Ibn Abd-al-Múnim al-Himyarí
Ibn Abd-al-Múnim al-Himyarí, de nombre completo Abu-Abd-Alah Muhammad ibn Abi-Abd-Alah Muhammad ibn Abi-Muhammad Abd-Alah ibn Abd-al-Múnim ibn Abd-an- Nur al-Himyarí, fue un geógrafo bereber magrebí, probablemente de la dinastía merinida, autor del diccionario geográfico titulado Kitab al-Rawd al-Mitar que habría escrito en el siglo xiii. Hay muy pocos datos de su vida.